# 나무 타기

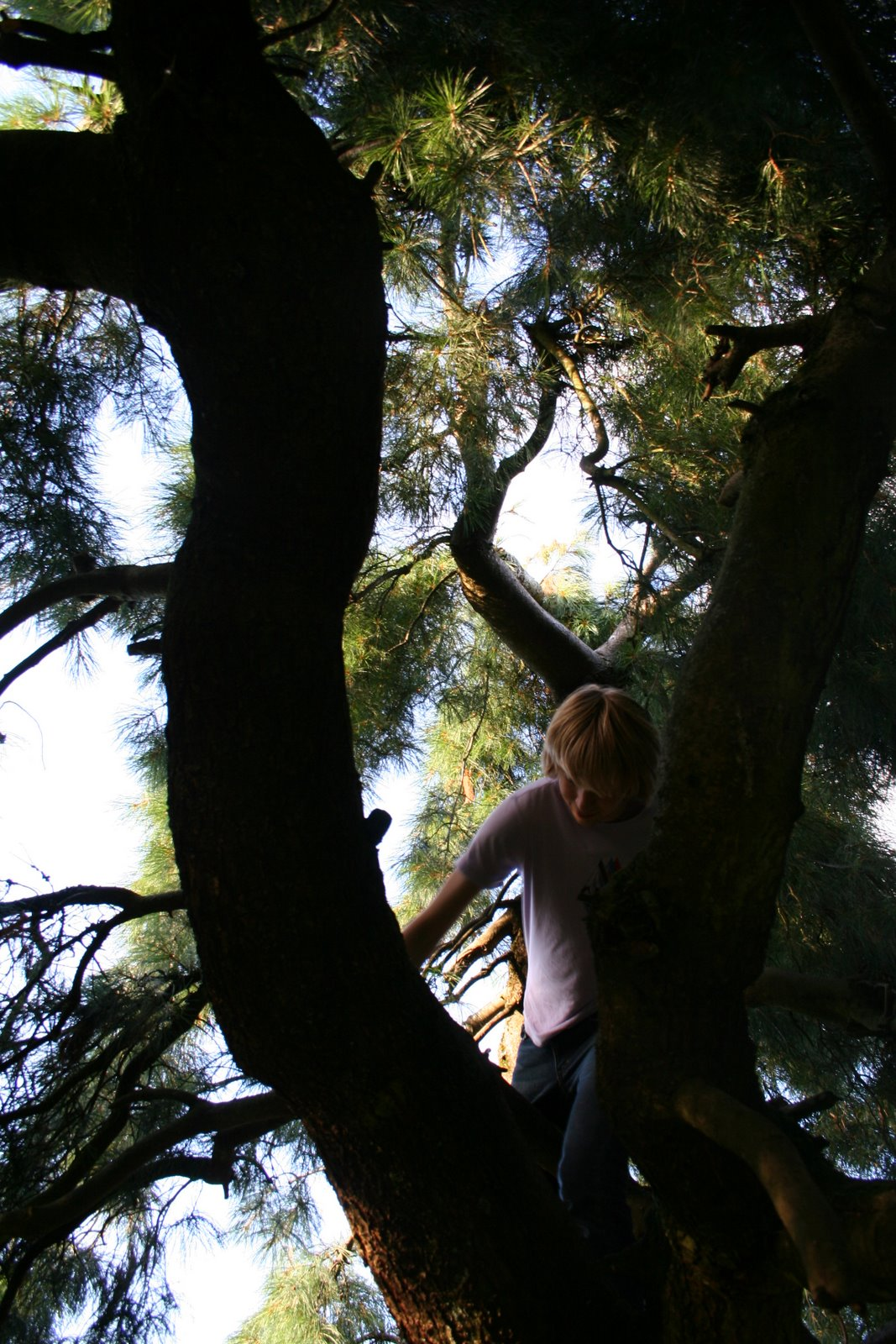
나무 타기

나무 타기(tree climbing)는 나무들을 오르고 움직이는 활동을 아우른다. 온갖 부류의 사람들에게 밧줄로 나무를 타는 방법을 알려준다.
나무를 타는 사람의 안전성을 높이기 위해 밧줄, 헬멧 등을 이용할 수 있다.

## 역사
전문 수목의들은 영국과 북아메리카에서 나무 타기를 시작했다.

## 같이 보기
- 등반
- 케이빙
- 트리하우스